# Atletismo do Sporting Clube de Portugal
O atletismo é, a par do futebol, a modalidade que se pratica desde sempre no Sporting Clube de Portugal.
Tendo sido o clube mais representado nos Jogos Olímpicos de Atenas, esta secção do Sporting Clube de Portugal, liderada muitos anos pelo Prof. Mário Moniz Pereira, falecido em 2016, detém  a hegemonia do atletismo nacional, e é responsável por grande parte dos títulos conquistados pelo clube ao longo dos seus 100 anos de história. No ano de 2011 iniciou-se a corrida anual pelo Sporting.

## Palmarés[3]

### Títulos Internacionais
- Copa Ibérica - 2 títulos
- 2021 • 2022

#### Masculinos
- Taça dos Clubes Campeões Europeus em Pista - 1 título
  - 2000

- Taça dos Clubes Campeões Europeus de Corta-Mato - 15 títulos
  - 1977 • 1979 • 1981 • 1982 • 1983 • 1984 • 1985 • 1986 • 1989 • 1990 • 1991 • 1992 • 1993 • 1994 • 2018

##### Campanhas de Destaque
- Taça dos Clubes Campeões Europeus em Pista - 3 vezes vice-campeão europeu
  - 2007 • 2009 • 2010

- Taça dos Clubes Campeões Europeus de Corta-Mato - 6 vezes vice-campeão europeu
  - 1980 • 1987 • 1988 • 1995 • 1998 • 2017

Em 18 edições consecutivas da Prova (em 1978 não se realizou), o Sporting Clube de Portugal classificou-se sempre nos dois primeiros lugares, entre 1977 e 1995.
No total, o SCP participou 21 vezes na Taça dos Clubes Campeões de Corta-Mato, tendo-se classificado sempre nos dois primeiros lugares!
- Taça dos Clubes Campeões Europeus de Estrada - 1 vez vice-campeão europeu

- - 1991 (IV Edição - 27 de abril de 1991, Mealhada)

#### Femininos
- Taça dos Clubes Campeões Europeus em Pista - 2 títulos
  - 2016 • 2018

- Taça dos Clubes Campeões Europeus de Corta-Mato - 2 títulos
  - 2018 • 2019

##### Campanhas de Destaque
- Taça dos Clubes Campeões Europeus em Pista - 1 vez vice-campeão europeu
  - 2014

### Títulos Nacionais

#### Masculinos
- Campeonatos Nacional de Pista - 48 títulos

1941 • 1943 • 1945 • 1946 • 1947 • 1948 • 1950 • 1956 • 1957 • 1958 • 1959 • 1960 • 1961 • 1962 • 1963 • 1964 • 1965 • 1966 • 1968 • 1969 • 1970 • 1971 • 1972 • 1973 • 1974 • 1975 • 1976 • 1977 • 1978 • 1979 • 1981 • 1985 • 1987 • 1988 • 1995 • 1997 • 1998 • 1999 • 2000 • 2002 • 2003 • 2004 • 2005 • 2006 • 2007 • 2008 • 2009 • 2010
(Entre 1956 e 1979, 23 títulos em 24 possíveis)
- Campeonatos Nacionais de Pista Coberta - 17 títulos

1996 • 1997 • 1998 • 1999 • 2000 • 2001 • 2002 • 2003 • 2004 • 2005 • 2006 • 2007 • 2008 • 2009 • 2010 • 2011 • 2017
(Entre 1996 e 2011, 16 títulos consecutivos)
- Campeonatos Nacionais de Corta-Mato Longo - 48 títulos

1912, 1928, 1930, 1931, 1935, 1941, 1942, 1943, 1948, 1949, 1950, 1952, 1959, 1960, 1961, 1962, 1963, 1965, 1966, 1967, 1968, 1969, 1970, 1971, 1972, 1973, 1974, 1976, 1977, 1978, 1979, 1980, 1982, 1983, 1984, 1985, 1986, 1987, 1988, 1989, 1991, 1993, 1995, 1997, 2016, 2017, 2018, 2019
(Entre 1959 e 1989, 28 títulos em 31 possíveis)
- Campeonatos Nacionais de Estrada - 3 títulos

1990 ( I Edição, Lisboa - 28 Abril; 15 Km; 1º Dionísio Castro ; 2º Domingos Castro ), 2018, 2019
- Campeonatos Nacionais de Corta-Mato Curto - 8 títulos

2000, 2001, 2002, 2003, 2009, 2010, 2011, 2012
- Taças de Portugal de Pista - 5 títulos

1997, 1998, 1999, 2000, 2003

#### Femininos
- Campeonatos Nacionais de Pista - 50 títulos

1945 • 1946 • 1947 • 1959 • 1960 • 1961 • 1962 • 1963 • 1964 • 1965 • 1966 • 1967 • 1968 • 1969 • 1970 • 1971 • 1972 • 1973 • 1974 • 1975 • 1976• 1979 • 1980 • 1981 • 1987 • 1995 • 1996 • 1997 • 1998 • 1999 • 2000 • 2001 • 2002 • 2003 • 2004 • 2005 • 2006 • 2007 • 2008 • 2009 • 2011 • 2012 • 2013 • 2014 • 2015 • 2016 • 2017 • 2018 • 2019 • 2020
(18 títulos consecutivos 1959-1976)
(15 títulos consecutivos 1995-2009)
- Campeonatos Nacionais de Pista Coberta - 25 títulos

1995, 1996, 1997, 1998, 1999, 2000, 2001, 2002, 2003, 2004, 2005, 2006, 2007, 2008, 2009, 2011, 2012, 2013, 2014, 2015, 2016, 2017, 2018, 2019, 2020
(15 títulos consecutivos 1995-2009)
- Campeonatos Nacionais de Corta-Mato Longo - 7 títulos

1972, 1973, 1974, 2014, 2017, 2018, 2019
- Campeonatos Nacionais de Estrada - 4 títulos

2017, 2018, 2019, 2020
- Campeonatos Nacionais de Corta-Mato Curto - 7 títulos

2000, 2012, 2013, 2014, 2015, 2016, 2017
- Taças de Portugal de Pista - 6 títulos

1996, 1997, 1998, 1999, 2000, 2002

#### Formação
- Juniores - 31 Campeonatos Nacionais de Corta-Mato, masculino

1934, 1935, 1936, 1937, 1938, 1941, 1943, 1944, 1947, 1948, 1950, 1951, 1954, 1955, 1960, 1970, 1971, 1973, 1976, 1977, 1978, 1979, 1986, 1993, 1994, 1995, 1996, 1997, 1998, 2000, 2002
- Juvenis - 5 Campeonatos Nacionais de Corta-Mato, masculino

1973, 1974, 1988, 1996, 2000
- Juniores - 2 Campeonatos Nacionais de Corta-Mato, feminino

1975, 2018
- Estafeta Cascais-Lisboa (71º Edição em 2007) - 42 Vitórias por equipas no sector masculino (16 das quais com a presença de Fernando Mamede)

## Títulos individuais

### Títulos Nacionais
- 50 Campeonatos Nacionais de Corta-Mato, masculino

1912 - Matias de Carvalho; 1923 - Albano Martins; 1928, 1930, 1931, 1932 - Manuel Dias; 1935 - Adelino Tavares; 1941 - Manuel Nogueira; 1942 - Aníbal Barão; 1943 - Alberto Ferreira; 1947, 1948 - Filipe Luís; 1949 - Afonso Marques; 1950 - Álvaro Conde; 1951, 1952 - Filipe Luís; 1955, 1956, 1957, 1958, 1959 - Manuel Faria; 1960 - Joaquim Ferreira; 1962 - Manuel Oliveira; 1963 - Manuel Marques; 1964, 1965, 1967, 1968 - Manuel Oliveira; 1970, 1971, 1972, 1973, 1974, 1976 1977, 1978 - Carlos Lopes; 1979, 1980, 1981 - Fernando Mamede; 1982 - Carlos Lopes; 1983 - Fernando Mamede; 1984 - Carlos Lopes; 1985, 1986 - Fernando Mamede; 1987 - Dionísio Castro; 1990 - Domingos Castro; 1991 - Dionísio Castro; 1993, 1994, 1998 - Domingos Castro; 2014 - Manuel Damião
- 1 Campeonato Nacional de Estrada, masculino

1990 - Dionísio Castro
- Juniores - 18 Campeonatos Nacionais de Corta-Mato, masculino

1937 - Amadeu Silva; 1939 - Afonso Henriques; 1941 - Salvador Antunes; 1942 - Alberto Ferreira; 1948 - Joaquim Quaresma; 1950 - Casimiro Lúcio; 1951 - Manuel Faria; 1955 - Dias Santos; 1958 - Armando Aldegalega; 1959 - Manuel Lopes; 1960, 1961 - Manuel Oliveira; 1969 - José Diogo; 1973 - Carlos Cabral; 1977 - João Campos; 1993 - Mário Gamito; 2000 - Bruno Silva; 2002 - Carlos Silva
- Juvenis - 3 Campeonatos Nacionais de Corta-Mato, masculino

1972 - António Ribeiro; 1985 - Rui Viegas; 2000 - Carlos Silva
- 11 Campeonatos Nacionais de Corta-Mato Curto, masculino

2000, 2001, 2002, 2003, 2009, 2010, 2011, 2012, 2013 - Rui Silva; 2008 - Mário Teixeira; 2014 - Manuel Damião
- 2 Campeonatos Nacionais de Corta-Mato Curto, Sub-23 masculino

2009, 2010 - Ricardo Mateus
- 2 Campeonatos Nacionais de Corta-Mato, feminino

1972 - Céu Lopes, 1973 - Filomena Vieira
- 3 Campeonatos Nacionais de Corta-Mato Curto, feminino

2012, 2013, 2014 - Carla Salomé Rocha
- 1 Campeonato Nacional de Corta-Mato Curto, Sub-23 feminino

2004 - Rita Simões;
- Juniores - 1 Campeonato Nacional de Corta-Mato, feminino

1978 - Conceição Pereira

### Títulos Internacionais
- Em 1957 e 1958, Manuel Faria vence a famosa Corrida de São Silvestre, de São Paulo.
- Em 1982 e 1984, Carlos Lopes vence a famosa Corrida de São Silvestre, de São Paulo.
- Em 1977 Carlos Lopes vence o Crosse Internacional das Amendoeiras em Flor (I edição)
- Em 1980, 1981 e 1983 Fernando Mamede vence o Crosse Internacional das Amendoeiras em Flor (IV, V e VII edições respectivamente)
- Em 1984 e 1985, Fernando Mamede vence o famoso Cross Internacional de Itálica (Sevilha) (III e IV edições, respectivamente)
- Em 1989, Domingos Castro vence o famoso Cross Internacional de Itálica (Sevilha) (VII edição)

- 11 Títulos Taça dos Clubes Campeões Europeus de Corta-Mato

1977 - Carlos Lopes; 1981 - Fernando Mamede; 1982 - Carlos Lopes; 1983 - Fernando Mamede; 1985 - Carlos Lopes; 1989 - Domingos Castro; 1990 - Dionísio Castro; 1991, 1992, 1993, 1994 - Domingos Castro
- 1 Título Taça dos Clubes Campeões Europeus de Estrada (27 de abril de 1991, Mealhada)

1991 - Dionísio Castro
- Carlos Lopes - Medalha de Ouro

V Campeonato Mundo de Corta-Mato (Chepstown) - 1976
XII Campeonato Mundo de Corta-Mato (Nova Iorque) - 1984
Jogos Olímpicos de Los Angeles - Maratona - 1984
XIII Campeonato Mundo de Corta-Mato (Lisboa) - 1985
- Carlos Lopes - Medalha de Prata

Jogos Olímpicos de Montreal - 10000 metros - 1976
V Campeonato Mundo de Corta-Mato (Dusseldorf) - 1977
XI Campeonato Mundo de Corta-Mato (Gateshead) - 1983
- Fernando Mamede - Medalha de Bronze

IX Campeonato Mundo de Corta-Mato (Madrid) - 1981
- Domingos Castro - Medalha de Prata

II Campeonato Mundo de Pista (Roma) - 5000 metros - 1987
I Campeonato Europa de Corta-Mato (Ainwick) - 1994
- Francis Obikwelu - Medalha de Ouro

XIX Campeonato da Europa de Pista (Gotemburgo) - 100 metros - 2006
XIX Campeonato da Europa de Pista (Gotemburgo) - 200 metros - 2006
Campeonato Mundo de Pista de Juniores (Sidney) - 100 metros - 1996
Campeonato Mundo de Pista de Juniores (Sidney) - 200 metros - 1996
Campeonatos Africanos - estafeta 4 x 100 metros - 1999
Campeonatos Africanos - 200 metros - 1999
IX Taça do Mundo de Pista (Madrid) - 200 metros - 2002
- Francis Obikwelu - Medalha de Prata

VI Campeonato Mundo de Pista (Atenas) - 100 metros - 1997
XVIII Campeonato da Europa de Pista (Munique) - 100 metros - 2002
XVIII Campeonato da Europa de Pista (Munique) - 200 metros - 2002
XXVIII Jogos Olímpicos (Atenas) - 100 metros - 2004
Taça do Mundo de Pista (Atenas) - 100 metros - 2006
- Francis Obikwelu - Medalha de Bronze

XXVI Campeonato Mundo de Pista (Sevilha) -  100 metros - 1999
XXVI Campeonato Mundo de Pista (Sevilha) - estafeta 4 x 100 metros - 1999
Campeonatos Africanos - estafeta 4 x 200 metros - 1999
IX Taça do Mundo de Pista (Madrid) - 100 metros - 2002
- Carlos Calado - Medalha de Ouro

I Campeonato Europa de Sub-23 (Turku) - Salto em Comprimento - 1997
I Campeonato Europa de Sub-23 (Turku) - 100 metros - 1997
- Carlos Calado - Medalha de Prata

XXV Campeonato Europa de Pista Coberta (Valência) - Salto em Comprimento - 1998
- Carlos Calado - Medalha de Bronze

VIII Campeonato Mundo de Pista Coberta (Lisboa, Estádio José Alvalade) - Salto em Comprimento - 2001
XXVI Campeonato Mundo de Pista (Edmonton) - Salto em Comprimento - 2001
- Manuela Machado - Medalha de Prata

VI Campeonato Mundo de Pista (Atenas) - Maratona - 1997
- Rui Silva - Medalha de Ouro

XXV Campeonato Europa de Pista Coberta (Valência) - 1500 metros - 1998
III Campeonato Europa de Sub-23 (Gotemburgo) - 1500 metros - 1999
VIII Campeonato Mundo de Pista Coberta (Lisboa, Pav. Atlantico) - 1500 metros - 2001
XXVII Campeonato da Europa de Pista Coberta (Viena) - 1.500 metros - 2002
XXX Campeonato da Europa de Pista Coberta (Turim) - 1.500 metros - 2009
- Rui Silva - Medalha de Prata

XVII Campeonato Europa de Pista (Budapeste) - 1500 metros - 1998
VIII Taça do Mundo de Pista (Joanesburgo) - 1500 metros - 1998
XXVII Campeonato Europa de Pista Coberta (Gent) - 3000 metros - 2000
X Campeonato do Mundo de Pista Coberta (Budapeste) - 3.000 metros - 2004
- Rui Silva - Medalha de Bronze

XVIII Campeonato da Europa de Pista (Munique) - 1.500 metros - 2002
XXVIII Jogos Olímpicos (Atenas) - 1.500 metros - 2004
XIV Campeonato da Europa de Corta-Mato (Toro) - 2007
- Inês Monteiro - Medalha de Ouro

III Campeonato Europa de Corta-Mato Juniores (Velenje) - 1999
- Naide Gomes - Medalha de Ouro

X Campeonato do Mundo de Pista Coberta (Budapeste) - Pentatlo - 4759 pontos - 2004
XXVIII Campeonato da Europa de Pista Coberta (Madrid) - Comprimento - 2005
Campeonato da Europa de Pista Coberta (Birmingham) - Comprimento - 2007
Campeonato do Mundo de pista Coberta (Valência) - Comprimento - 2008
- Naide Gomes - Medalha de Prata

XXVII Campeonato da Europa de Pista Coberta (Viena) - Pentatlo - 4595 pontos - 2002
XIX Campeonato de Pista (Gotemburgo) - comprimento - 2006
Taça do Mundo de Pista (Atenas) - comprimento - 2006
- Naide Gomes - Medalha de Bronze

Campeonato do Mundo de Pista Coberta (Moscovo) - Comprimento - 2006
- Marco Fortes - Medalha de Bronze

XVI Campeonato Europa de Juniores em Pista (Grosseto, Itália) - Lançamento do Peso - 2001
- Liliana Cá - Medalha de Prata

Campeonato da Europa de Juniores (Kaunas) - Disco - 2005

## Títulos individuais (a representar Portugal)
- 43 Medalhas do Atletismo Português conquistadas por atletas do SPORTING CLUBE DE PORTUGAL ao serviço da Selecção Nacional (na Categoria de Séniores). Ei-las por ordem cronológica:

- Ouro - CARLOS LOPES - IV Campeonato do Mundo de Corta-Mato - Chepstow

28.02.1976
- Prata - CARLOS LOPES - XVIII Jogos Olímpicos - Montreal

26.07.1976 - 10.000 m (27.45,17)
- Prata - CARLOS LOPES - V Campeonato do Mundo de Corta-Mato - Dusseldorf

20.03.1977
- Bronze - FERNANDO MAMEDE - IX Campeonato do Mundo de Corta-Mato - Madrid

28.03.1981
- Prata - CARLOS LOPES - XI Campeonato de Corta-Mato - Gateshead

20.03.1983
- Ouro - CARLOS LOPES - XII Campeonato do Mundo de Corta-Mato - Nova Iorque

25.03.1984
- Ouro - CARLOS LOPES - XX Jogos Olímpicos - Los Angeles

12.08.1984 - Maratona (2.09.21)
- Ouro - CARLOS LOPES - XIII Campeonato do Mundo de Corta-Mato - Lisboa

24.03.1985
- Prata - DOMINGOS CASTRO - II Campeonato do Mundo de Pista - Roma

06.09.1987 - 5.000 m (13.27,59)
- Prata - DOMINGOS CASTRO - I Campeonato da europa de Corta-Mato - Alnwich

10.12.1994
- Prata - MANUELA MACHADO - VI Campeonato do Mundo de Pista - Atenas

09.08.1997 - Maratona (2.31.12)
- Ouro - RUI SILVA - XXV Campeonato da Europa de Pista Coberta - Valência

28.02.1998 - 1.500 m (3.44,57)
- Prata - CARLOS CALADO - XXV Campeonato da Europa de Pista Coberta - Valência

28.02.1998 - Comprimento (8,05)
- Prata - RUI SILVA - XVII Campeonato da Europa de Pista - Budapeste

20.08.1998 - 1.500 m (3.41,84)
- Prata - RUI SILVA - VIII Taça do Mundo de Pista - Joanesburgo

12.09.1998 - 1.500 m (3.40,95)
- Prata - RUI SILVA - XXVI Campeonato da Europa de Pista Coberta - Gent

27.02.2000 - 3000 m (7.49,70)
- Ouro - RUI SILVA - VIII Campeonato do Mundo de Pista Coberta - Lisboa

10.03.2001 - 1.500 m (3.51,06)
- Bronze - CARLOS CALADO - VIII Campeonatos do Mundo de Pista Coberta -  Lisboa

11.03.2001 - Comprimento - 8,16
- Bronze - CARLOS CALADO - VIII Campeonatos do Mundo de pista - Edmonton

11.08.2001 - Comprimento - 8,21
- Prata - NAIDE GOMES - XXVII Campeonatos da Europa de Pista Coberta - Viena

01.03.2002 - Pentatlo - 4.595 Pontos
- Ouro - RUI SILVA - XXVII Campeonatos da Europa de Pista Coberta - Viena

02.03.2002 - 1.500 m (3.49,93)
- Ouro (#) - FRANCIS OBIKWELU - XXVIII Campeonatos da Europa de Pista - Munique

07.08.2002 - 100 m (10,06 ; V= -0,3)
- Bronze - RUI SILVA - XXVIII Campeonatos da Europa de Pista - Munique

08.08.2002 - 1.500 m (3.45,43)
- Ouro - FRANCIS OBIKWELU - XXVIII Campeonatos da Europa de Pista - Munique (#)

09.08.2002 - 200 m (20,21 ; V= -0,5)
- Bronze - FRANCIS OBKIWEKU - IX Taça do Mundo de Pista - Madrid

20.09.2002 - 100 m (10,09)
- Ouro - FRANCIS OBIKWELU - IX Taça do Mundo de Pista - Madrid

21.09.2002 - 200 m (20,18)
- Ouro - NAIDE GOMES - X Campeonatos do Mundo de Pista Coberta - Budapeste

05.03.2004 - Pentatlo - 4.759 Pontos
- Prata - RUI SILVA - X Campeonatos do Mundo de Pista Coberta - Budapeste

06.03.2004 - 3.000 m (7.57,08)
- Prata - FRANCIS OBIKWELU - XXVIII Jogos Olímpicos - Atenas

22.08.2004 - 100 m (9,86)
- Bronze - RUI SILVA - XXVIII Jogos olímpicos - Atenas

24.08.2004 - 1.500 m (3.34,68)
- Ouro - NAIDE GOMES - XXVIII Campeonatos da Europa de Pista Coberta - Madrid

05.03.2005 - Comprimento (6,70)
- Bronze - RUI SILVA - Campeonato do Mundo de Pista - Helsínquia

10.08.2005 - 1.500 m (3.38,02)
- Bronze - NAIDE GOMES - Campeonato do Mundo de Pista Coberta - Moscovo

12.03.2006 - Comprimento (6,76)
- Ouro - FRANCIS OBIKWELU - XIX Campeonatos da Europa de Pista - Gotemburgo

08.08.2006 - 100 m (9,99)
- Ouro - FRANCIS OBIKWELU - XIX Campeonatos da Europa de Pista - Gotemburgo

10.08.2006 - 200 m (20,01)
- Prata - NAIDE GOMES - XI Campeonatos da Europa de Pista - Gotemburgo

13.08.2006 - Comprimento (6,84 ; v=3,0)
- Prata - FRANCIS OBIKWELU - Taça do Mundo de pista - Atenas

16.09.2006 - 100 m (10,09 ; v=1,1)
- Prata - NAIDE GOMES - Taça do Mundo de Pista - Atenas

17.09.2006 - Comprimento (6,68 ; v=0,3)
- Ouro - NAIDE GOMES - XXIX Campeonatos da Europa de Pista Coberta - Birmingham

04.03.2007 - comprimento (6,89)
- Bronze - RUI SILVA - XIV Campeonato da Europa de Corta-Mato - Toro

09.12.2007
- Ouro - NAIDE GOMES – XXII Campeonato do Mundo de Pista Coberta - Valência

09.03.2008 – Comprimento – (7,00 m)
- Prata - MARCO FORTES – VII Taça da Europa de Lançamentos - Split

16.03.2008 – Peso – (20,13 m)
- Ouro - RUI SILVA – XXX Campeonatos da Europa de Pista Coberta - Turim

08.03.2009 - 1.500 metros – (3.44,38)
(#) - Inicialmente, Prata. Em Junho de 2006 foi-lhe atribuído, formalmente, o Ouro, após desqualificação, por doping, do atleta Dwain Chambers.(http://sports.espn.go.com/oly/trackandfield/news/story?id=2501128

## Títulos individuais (a representar Portugal por equipas)
- Carlos Lopes, Fernando Mamede e Joaquim Pinheiro

XII Campeonato Mundo de Corta-Mato (Nova Iorque) - Medalha de Bronze - 1984
- Carlos Patrício, Dionísio Castro, Alberto Maravilha, Carlos Monteiro e Domingos Castro

I Campeonato Mundo de Estafetas em Estrada (Funchal) -  Medalha de Prata - 1992
- Domingos Castro, Paulo Guerra, Carlos Monteiro, João Junqueira e Carlos Patrício

XXI Campeonato Mundo de Corta-Mato (Amorebieta) - Medalha de Bronze - 1993
- Domingos Castro e Alberto Maravilha

I Campeonato Europa de Corta-Mato (Ainwick) - Medalha de Ouro - 1994
- José Regalo

II Campeonato Europa de Corta-Mato (Ainwick) - Medalha de Prata - 1995
- José Regalo e Vítor Almeida

III Campeonato Europa de Corta-Mato (Charleroi) - Medalha de Ouro - 1996
- Manuel Silva

I Campeonato Europa de Corta-Mato de Juniores - Medalha de Prata - 1997
- Domingos Castro, José Regalo e Alberto Maravilha

IV Campeonato Europa de Corta-Mato (Lisboa) - Medalha de Ouro - 1997
- Ana Dias

I Campeonato da Europa de Corta-Mato (Alnwich) - Medalha de Bronze - 1994
XXVII Campeonato Mundo de Corta-Mato (Belfast) - Medalha de Bronze - 1999
VIII Campeonato da Europa de Corta-Mato (Thun) - Medalha de Ouro - 2001
- Domingos Castro e Alberto Maravilha

XXVII Campeonato Mundo de Corta-Mato (Belfast) - Medalha de Bronze - 1999
- Inês Monteiro e Sandra Dias

III Campeonato Europa de Corta-Mato Juniores (Velenje) - Medalha de Prata - 1999
- Vítor Almeida

VI Campeonato Europa de Corta-Mato (Velenje) -  Medalha de Prata - 1999
- Adelino Monteiro e Bruno Silva

IV Campeonato Europa de Corta-Mato de Juniores (Malmoe) - Medalha de Ouro - 2000
- Bruno Saramago

V Campeonato da Europa de Corta-Mato de Juniores (Thun) - Medalha de Prata - 2001
- José Ramos e Hélder Ornelas

VIII Campeonato da Europa de Corta-Mato (Thun) -  Medalha de Bronze - 2001
- José Ramos

IX Campeonato da Europa de Corta-Mato (Medullin) - Medalha de Bronze - 2002
- Arnaldo Abrantes - Medalha de Prata

Campeonato da Europa de Sub-23 (Debrecen) - 4x100m - 2007
- Rui Silva - Medalha de Prata

XIV Campeonato da Europa de Corta-Mato (Toro - Espanha) - 2007

### Outras Medalhas individuais nas Categorias Jovens
- Prata - CARLOS CALADO - I Campeonato da Europa de Sub-23 - Turku

11.07.1997 - 100 m (10,29 ; v=2,9)
- Ouro - CARLOS CALADO - I Campeonato da Europa de Sub-23 - Turku

13.07.1997 - Comprimento (8,32)
- Ouro - RUI SILVA - Campeonato da Europa de Sub-23 - Gotemburgo

30.07.1999 - 1.500 m (3.44,29)
- Ouro - INÊS MONTEIRO - III Campeonato da Europa de Corta-Mato de Juniores - Malmoe

12.12.1999
- Bronze - MARCO FORTES - XVI Campeonato de Pista de Juniores - Grosseto

20.07.2001 - Peso (17,86 m)
- Prata - LILIANA CÁ - Campeonato da Europa de Juniores - Kaunas

22.07.2005 - Disco (49,69 m)
- Dados actualizados até junho do ano de 2009.
- Fonte: FEDERAÇÃO PORTUGUESA DE ATLETISMO(http://www.fpatletismo.pt/xhtml/index.asp)

## Recordes Internacionais
- Fernando Mamede

Recorde da Europa dos 10 000 metros – 27.27,7s a 30 de Maio de 1981 (Lisboa, Estádio José Alvalade)
Recorde da Europa dos 10 000 metros – 27.22,95s a 9 de Julho de 1982 (Paris)
Recorde do Mundo dos 10 000 metros – 27.13,81s a 2 de Julho de 1984 (Estocolmo)
Nota: Carlos Lopes obteve 27.17,48s na mesma prova, a segunda melhor marca mundial de sempre.
- Carlos Lopes

Recorde da Europa dos 10 000 metros – 27.24,39s a 26 de Junho de 1982, (Oslo)
Recorde Olímpico da Maratona – 2h09.21s a 12 de Agosto de 1984 (Jogos Olímpicos de Los Angeles)
Primeiro Português a vencer uma medalha de Ouro nos Jogos Olímpicos - a 12 de Agosto de 1984 em Los Angeles)
Melhor Marca Mundial da Maratona – 2h07.12s a 20 de Abril de 1985 (Roterdão)
- Dionísio Castro

Recorde do Mundo dos 20 000 metros – 57.18,4s a 31 de Março de 1990 (La Flèche)
- Francis Obikwelu

Recorde da Europa dos 100 metros – 9,86s a 22 de Agosto de 2004 (Jogos Olímpicos de Atenas)

## Modalidades do Sporting Clube de Portugal
| Modalidades do Sporting Clube de Portugal | Modalidades do Sporting Clube de Portugal | Modalidades do Sporting Clube de Portugal | Modalidades do Sporting Clube de Portugal | Modalidades do Sporting Clube de Portugal | Modalidades do Sporting Clube de Portugal |
| Atualmente Praticadas                     | Atualmente Praticadas                     | Atualmente Praticadas                     | Atualmente Praticadas                     | Atualmente Praticadas                     | Atualmente Praticadas                     |
| ----------------------------------------- | ----------------------------------------- | ----------------------------------------- | ----------------------------------------- | ----------------------------------------- | ----------------------------------------- |
| Aikido                                    | Andebol                                   | Atletismo                                 | Automobilismo                             | Basquetebol                               | Bilhar                                    |
| Boxe                                      | Canoagem                                  | Capoeira                                  | Ciclismo                                  | Desporto Adaptado                         | Dressage                                  |
| Esports                                   | Futebol                                   | Futebol Feminino                          | Futebol de Praia                          | Futsal                                    | Ginástica                                 |
| Golfe                                     | Hóquei em Patins                          | Horseball                                 | Surf                                      | Judo                                      | Karaté                                    |
| Kickboxing                                | Krav maga                                 | Natação                                   | Padel                                     | Paintball                                 | Pesca Desportiva                          |
| Polo Aquático                             | Remo                                      | Rugby                                     | Taekwondo                                 | Ténis                                     | Ténis de Mesa                             |
| Tiro à Bala                               | Tiro com Arco                             | Triatlo                                   | Voleibol                                  | Xadrez                                    |                                           |